# Індійський субконтинент

Країни субконтиненту

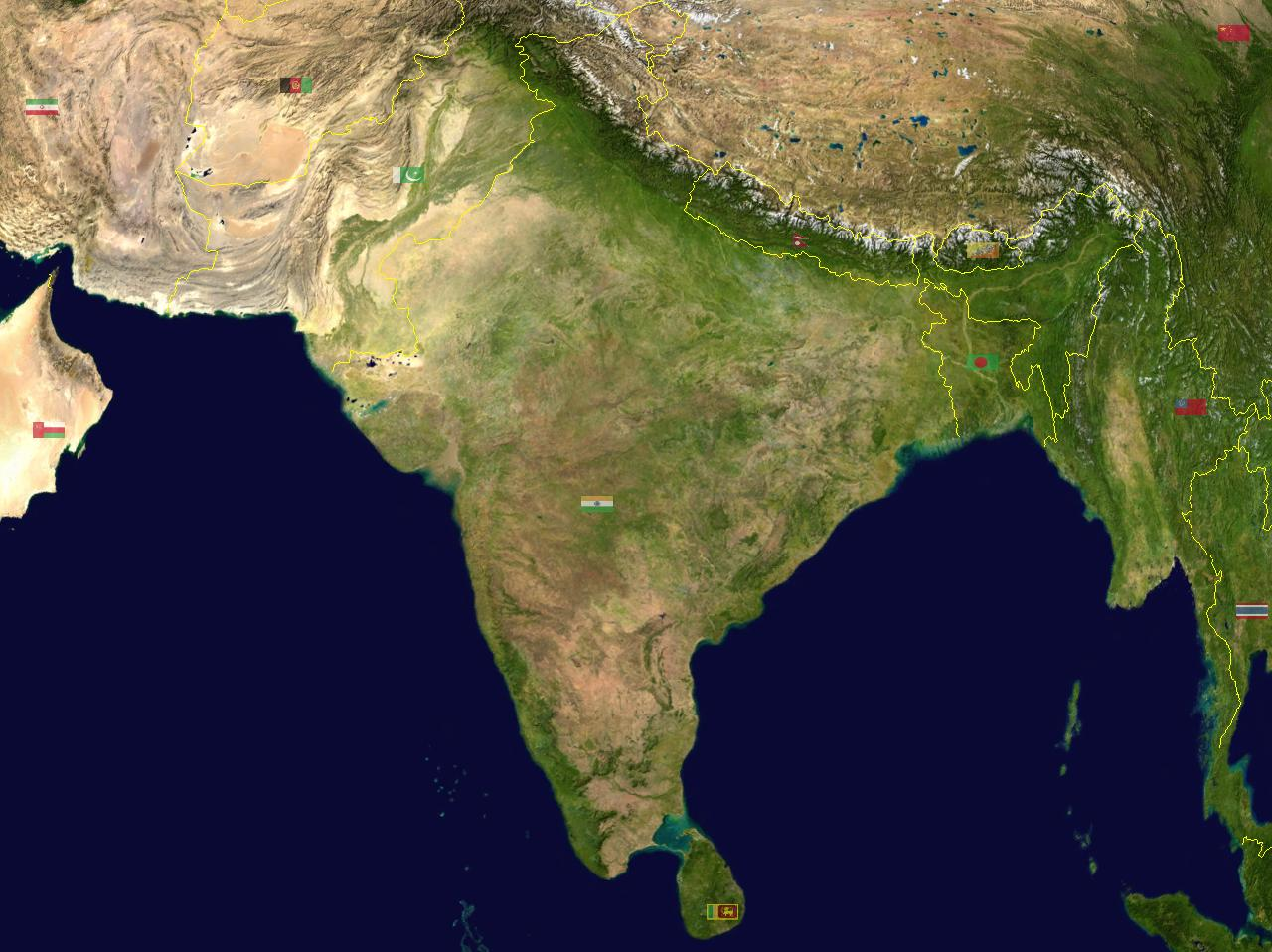
Фотографія Індійського субконтиненту з космосу

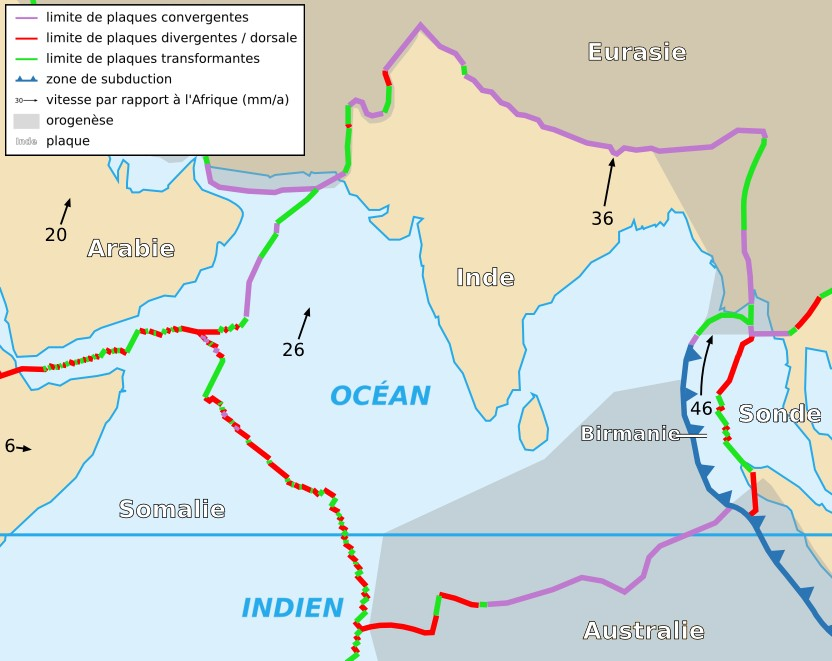
Мапа Індостанської плити

Індійський субконтинент — регіон в Азії, розташований на Індостанській плиті. Північною межею його слугують Гімалаї, на півдні омивається водами Індійського океану. До Індійського субконтиненту належать басейни річок Інд і Ганг, вся територія півострова Індостан та навколишні острови. На території Індійського субконтиненту розташовані такі країни: Індія, Пакистан, Бангладеш, Шрі-Ланка, Непал, Бутан. Часто сюди зачислюють також Мальдіви й Афганістан. Через напруженість відносин між Пакистаном та Індією субконтинент часто називають більш політкоректно: Південноазійський субконтинент, Індо-Пакистанський субконтинент чи просто «Субконтинент», або Південна Азія.
Загальна площа Індійського субконтиненту 4,4 млн км², що становить приблизно 10 % загальної площі Азійського континенту і 2,4 % площі поверхні Землі. На території субконтиненту проживає 34 % населення Азії.

## Походження
Упродовж декількох сотень мільйонів років індійська континентальна плита самостійно пересувалась в Індійському океані на північ (гіпотеза Вегенера). Внаслідок її зіткнення з євразійською тектонічною плитою виникли Гімалайські гори.